# Villacañas
|  | Per a altres significats, vegeu «Beatriz Villacañas». |

Villacañas és un municipi a la província de Toledo (comunitat autònoma de Castella la Manxa) que limita amb els de Lillo, La Villa de Don Fadrique, Corral de Almaguer, Quero, Villafranca de los Caballeros, Madridejos i Tembleque.

## Història
Al municipi es troben restes arqueològiques de l'Edat del Bronze (turó Tirez), romans i àrabs.
Els poblats de Borregas, Tirez, Ormeña i Ormeñuela van existir antigament al terme de
Villacañas sense que es pugui precisar en l'actualitat la seva situació.
La seva història moderna està lligada a l'Orde militar de Sant Joan de Jerusalem, sent
Villacañas una de les catorze poblacions que componien el Priorat de Sant Joan amb seu a
Consuegra. El 1230 apareix com a municipi i no aconseguiria el títol de Vila fins al 1557, any en
què es deslliga del vincle feudal amb l'Orde de Sant Joan.
Al segle xviii s'observa un període de creixement econòmic construint-se el nou ajuntament,
les ermites de la Mare de Déu i Sant Roc i reformant l'església.
A conseqüència de la desamortització de Mendizábal en 1836, comença a aparèixer el jornaler
o bracer que treballarà les noves terres que adquireix la puixant burgesia. La penúria
econòmica dels bracers, els obligarà a construir habitatges subterranis denominades sitges.
Avui en dia, les sitges de Villacañas, declarats Conjunt d'Interès Històric, formen un conjunt
arquitectònic únic a Europa.
L'arribada del ferrocarril a 1853 produeix una dinamització tant social com econòmica que
posarà a Villacañas al capdavant de la comarca. A partir d'aquesta època la població anirà
creixent de forma constant fins a la dècada dels 60 en què, a conseqüència de la
industrialització del camp, es produiria una important emigració de villacañeros causa de
l'excés de mà d'obra.
| Període      | Nom de l'alcalde/-essa       | Partit polític | Data de possessió |
| ------------ | ---------------------------- | -------------- | ----------------- |
| 1979 - 1983  | Demetrio Martínez Prisuelos. | UCD            | 19/04/1979        |
| 1983 - 1987  | Mariano Castillo Alcalá.     | PSOE           | 28/05/1983        |
| 1987 - 1991  | Justo Jimeno Bueno           | PSOE           | 30/06/1987        |
| 1991 - 1995  | Alejandro Infantes Santos    | PSOE           | 15/06/1991        |
| 1995 - 1999  | Alejandro Infantes Santos    | PSOE           | 17/06/1995        |
| 1999 - 2003  | Alejandro Infantes Santos    | PSOE           | 03/07/1999        |
| 2003 - 2007  | Luis Zaragoza Amador         | PP             | 14/06/2003        |
| 2007 - 2011  | Santiago García Aranda       | PSOE           | 16/06/2007        |
| 2011 - 2015  | n/d                          | n/d            | 11/06/2011        |
| 2015 - 2019  | n/d                          | n/d            | 13/06/2015        |
| 2019 - 2023  | n/d                          | n/d            | 15/06/2019        |
| Des del 2023 | n/d                          | n/d            | 17/06/2023        |